# Priolepis fallacincta
Priolepis fallacincta är en fiskart som beskrevs av Richard Winterbottom och Burridge 1992. Priolepis fallacincta ingår i släktet Priolepis och familjen smörbultsfiskar. Inga underarter finns listade i Catalogue of Life.